# 天耀邨

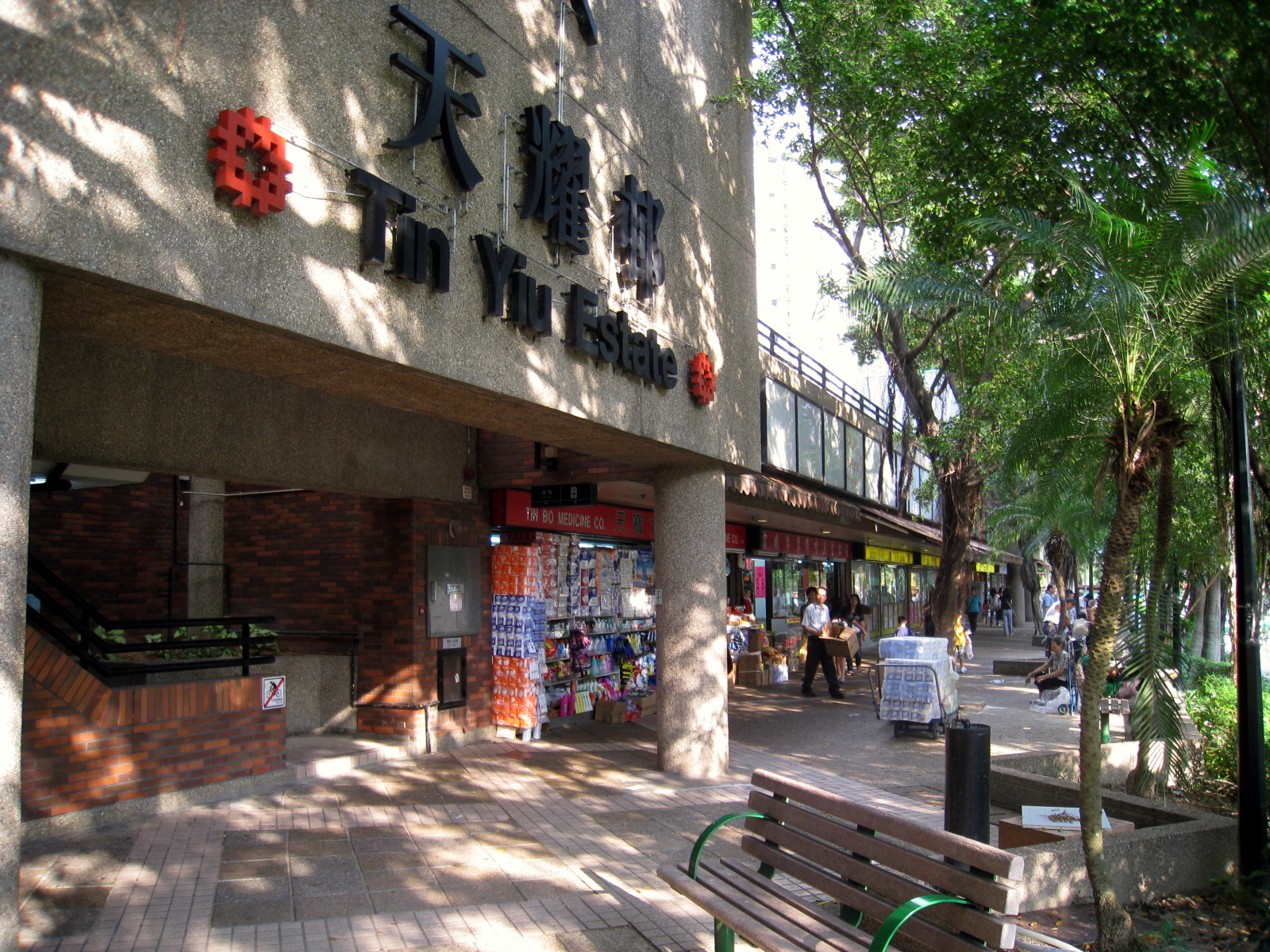
未翻新前的天耀商場

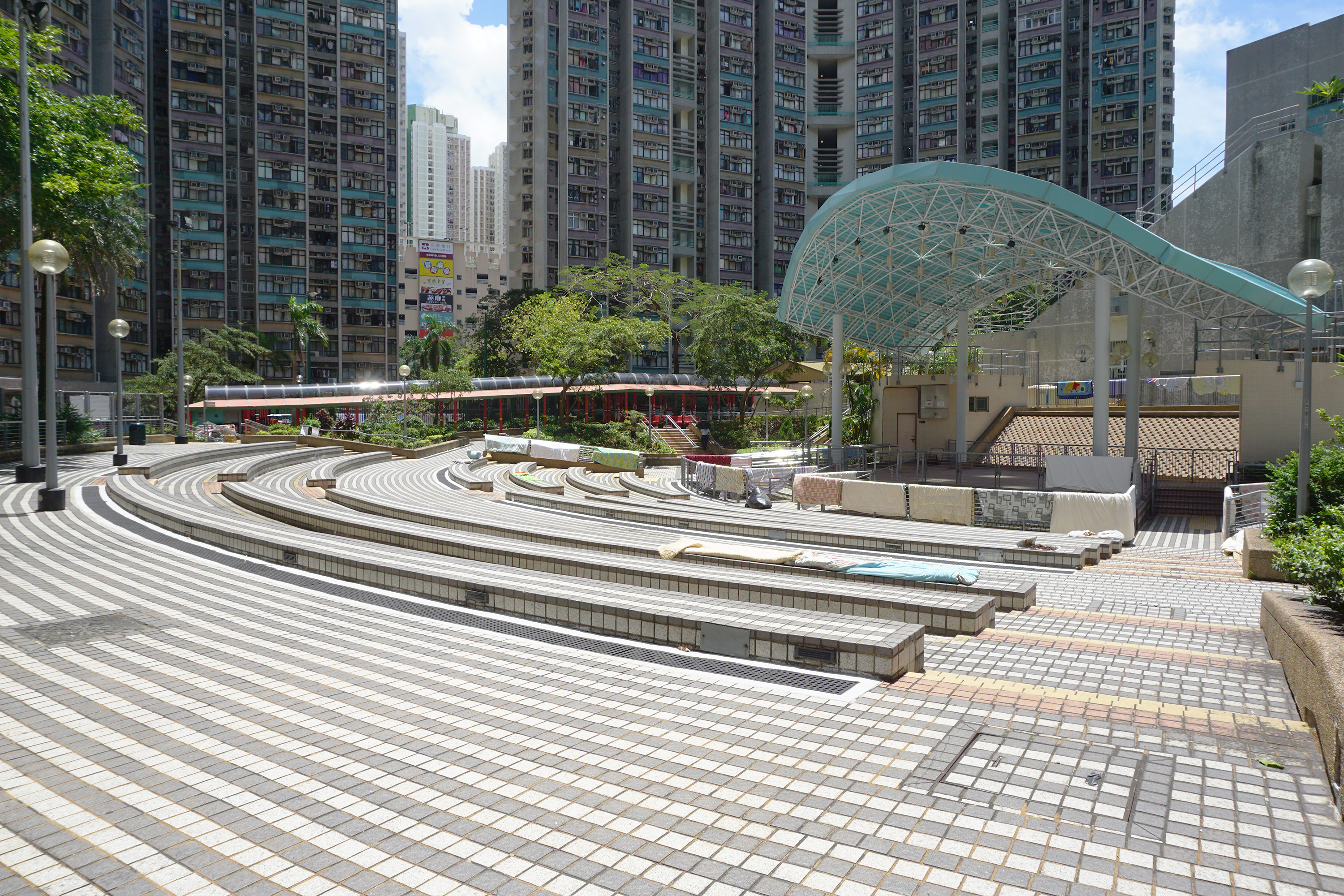
露天劇場

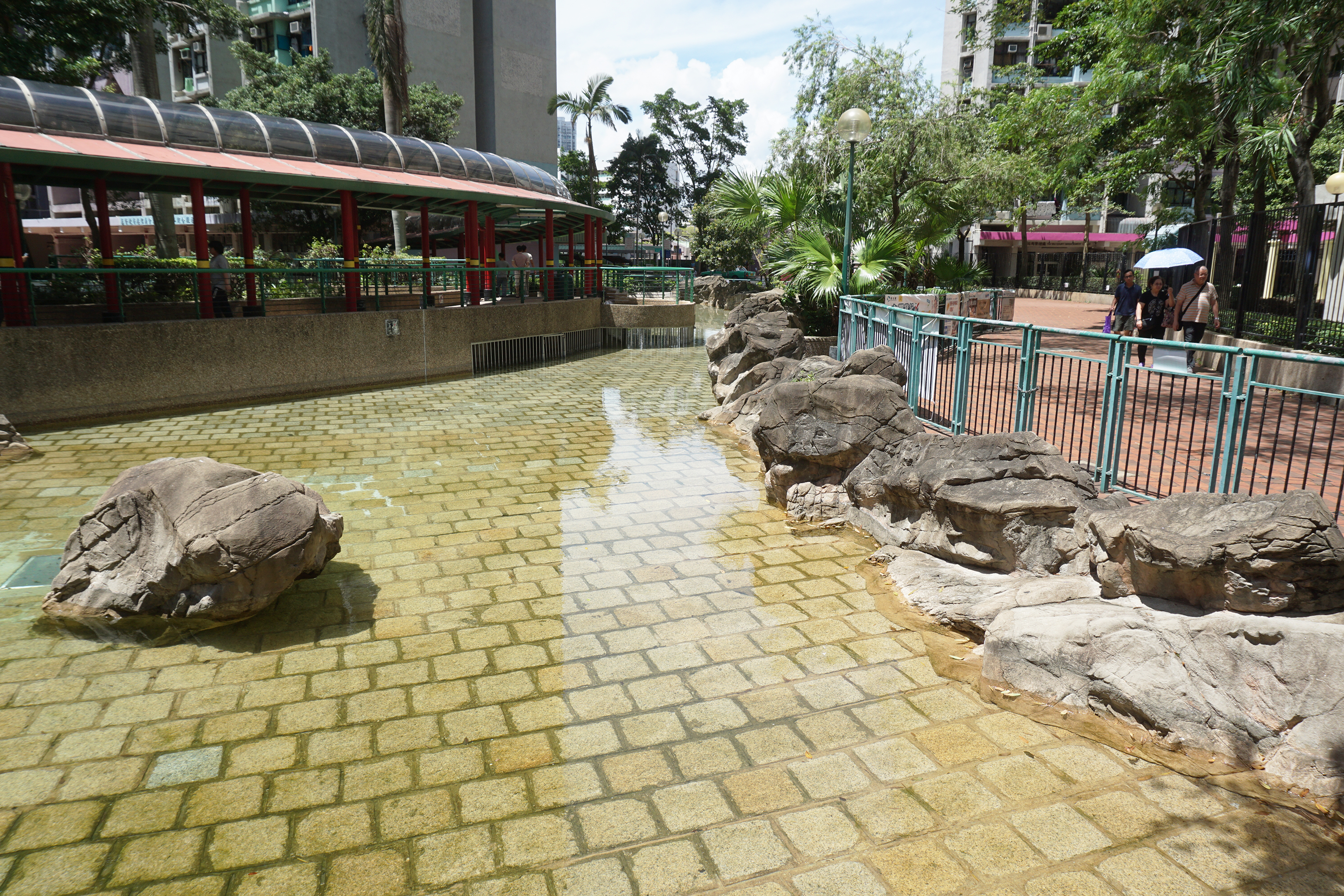
水池

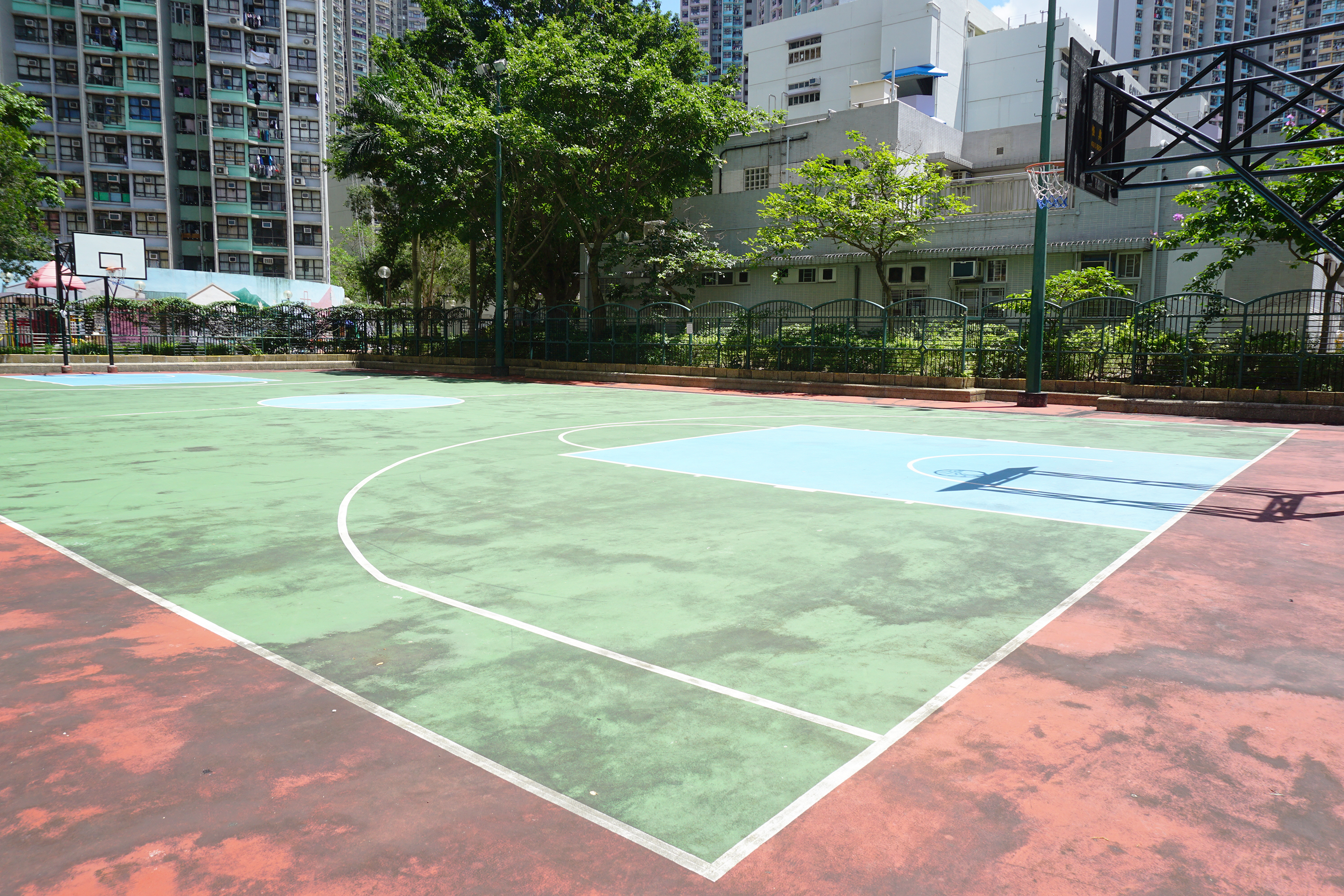
籃球場

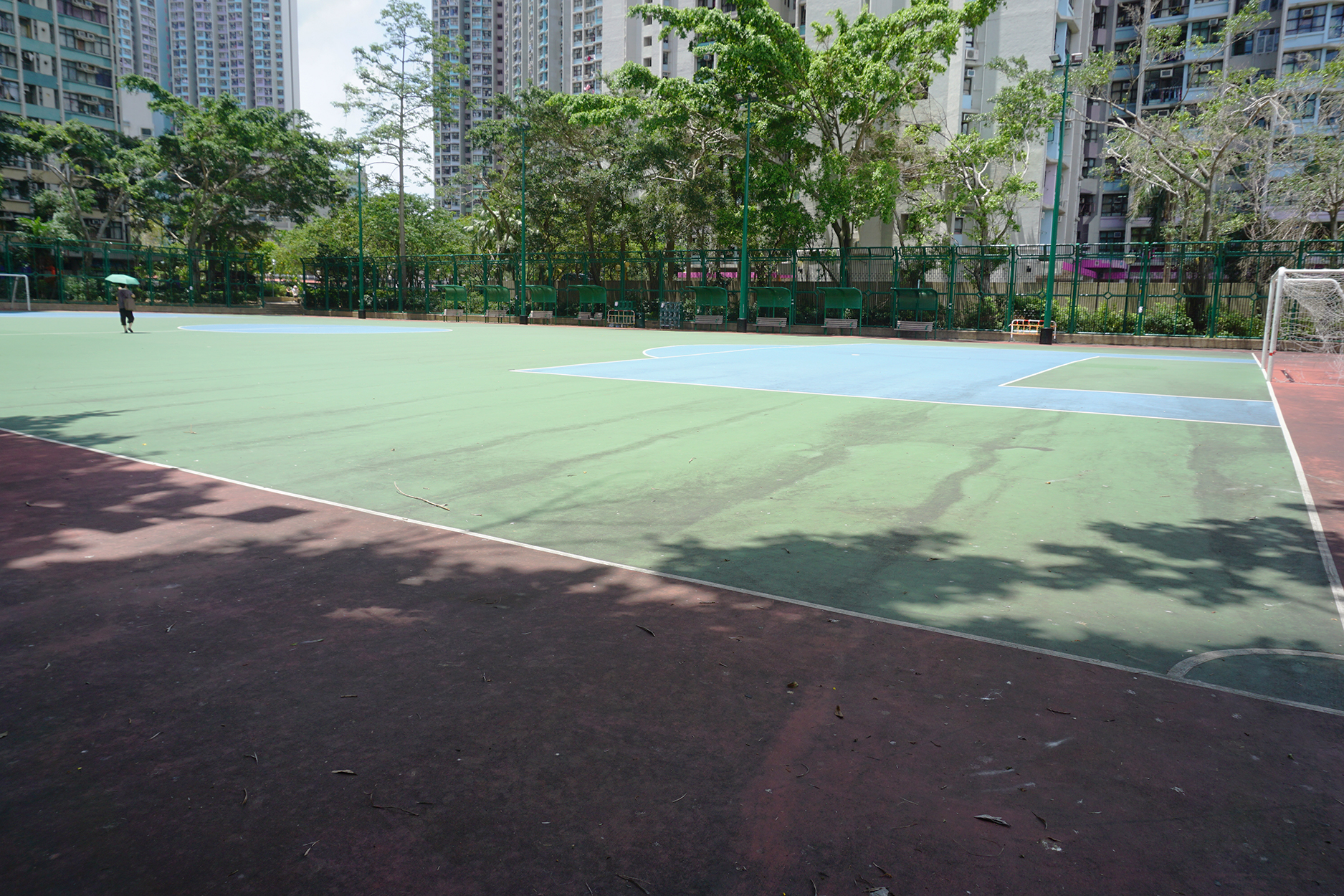
足球場

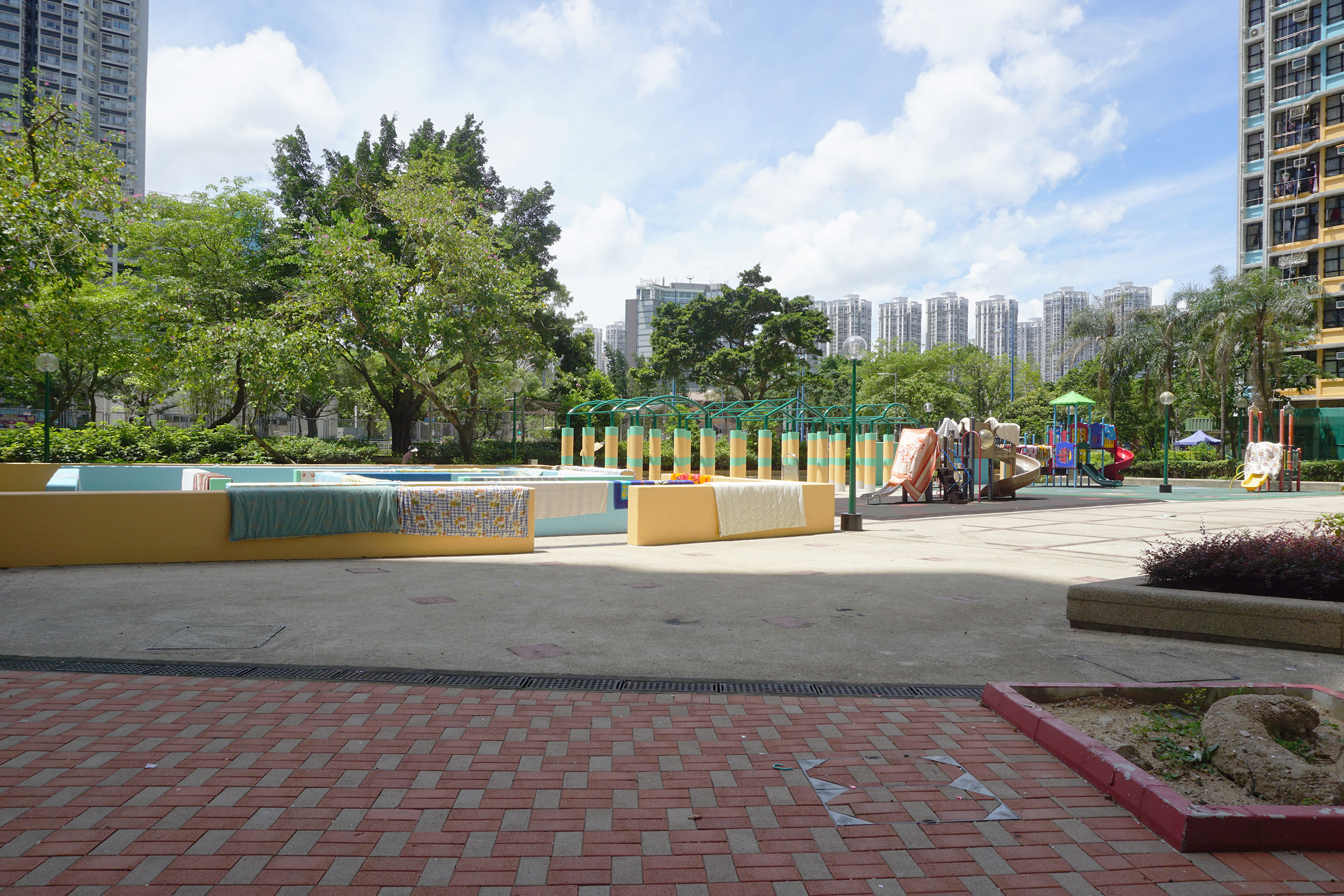
小童迷宮及滑梯

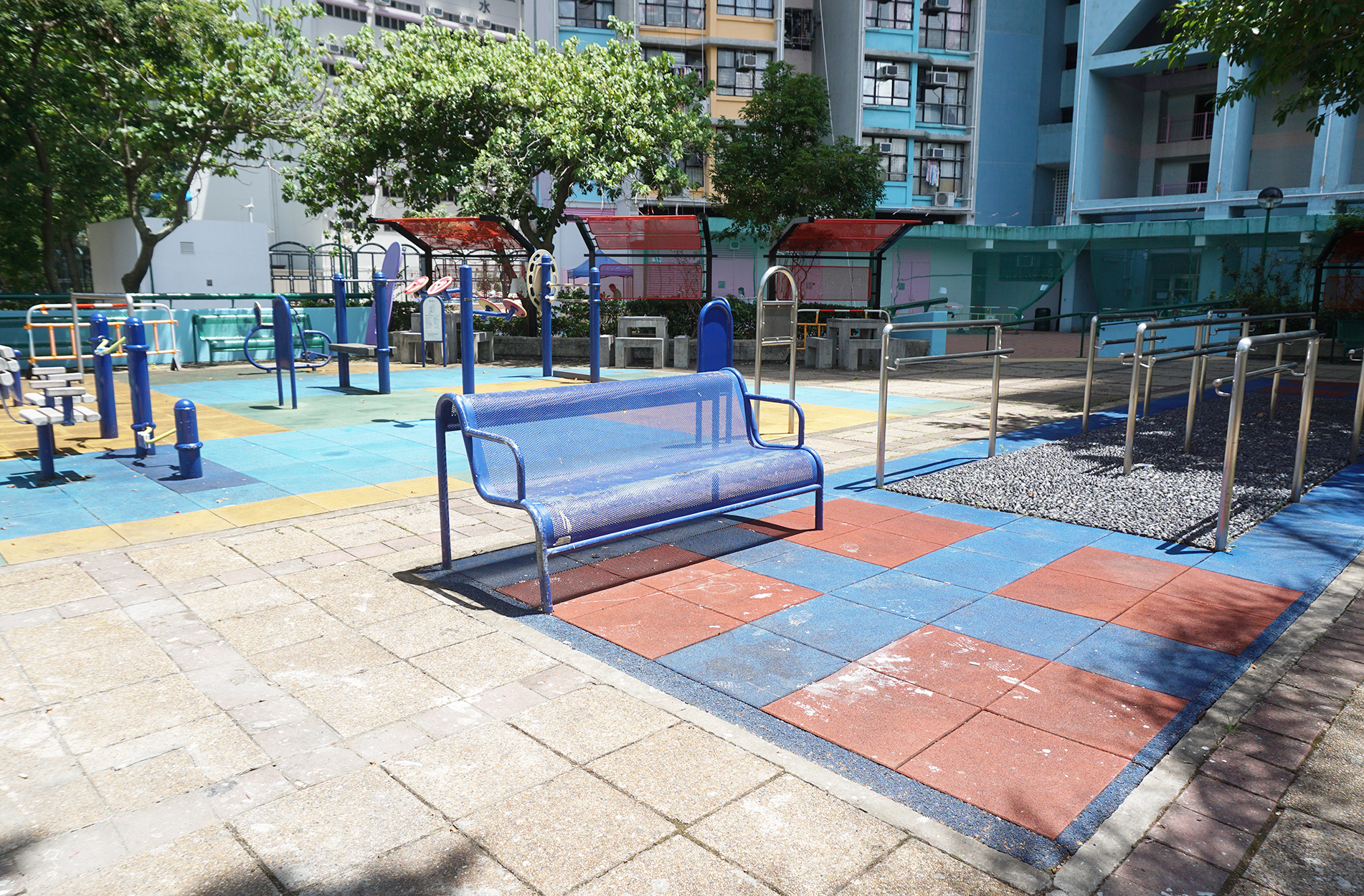
健體及棋藝區、卵石路步行徑

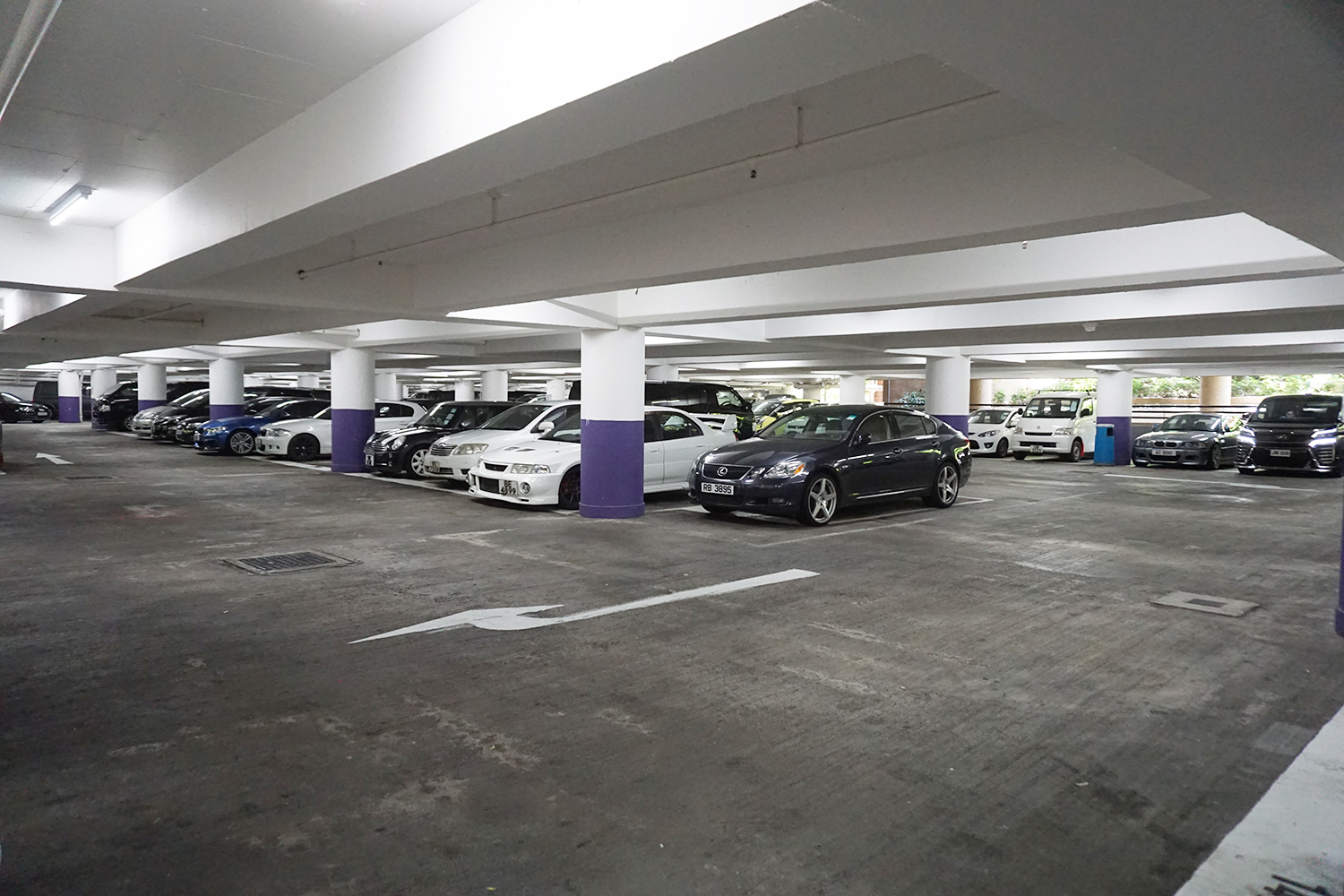
停車場

天耀邨（英語：Tin Yiu Estate），是香港的一個公共屋邨，位於新界元朗區天水圍新市鎮南部，於1986年規劃，1989年動工，1992年4月至1993年初分階段入伙，為天水圍新市鎮的第一個公共屋邨，亦是香港為數不多設有Y型大廈而不作出售的屋邨之一。現由雅居物業管理有限公司負責屋邨管理。
天祐苑（英語：Tin Yau Court）是毗鄰天耀邨的一個居者有其屋屋苑，並有全港首三座建成的和諧一型樓宇，於1992年落成，首次推出時售價為294,200 - 594,100港元。

## 屋邨資料
天耀邨是天水圍新市鎮內的第一個公共屋邨，為了建立全市鎮屋邨良好設計榜樣，政府發展時加入很多康樂和便民設施，包括多層停車場、天耀廣場、露天劇場、四個籃球場、四個羽毛球場、兩個排球場、兩個足球場及兒童遊樂場，兒童遊樂場內更設有小型迷宮。其他設施包括議員辦事處、元朗區租約事務管理處、屋邨管理處（均位於耀豐樓附近）、社區中心和學生自修室。
屋邨內設有有蓋行人通道連接各座樓宇和商場。屋邨花園內曾設有人工水景設施連接天耀商場至天耀邨一帶，有關設施一度因安全問題而停用，直至加設了圍欄後才重新啓用。

### 樓宇
| 屋苑       | 樓宇名稱（座號）     | 樓宇類型                      | 落成年份 | 層數 | 每層伙數 | 單位總數（伙） | 建築師       | 承建商 （地基承建商）         | 提供升降機的廠商  | 期數 |
| ---------- | -------------------- | ----------------------------- | -------- | ---- | -------- | -------------- | ------------ | ----------------------------- | ----------------- | ---- |
| 天耀(一)邨 | 耀民樓（第1座）      | Y3型 （後期型設計）           | 1992年   | 35   | 30       | 1020           | 房屋署建築師 | 有利建築 （金門建築）         | 英國通用電氣-捷運 | 1    |
| 天耀(一)邨 | 耀康樓（第2座）      | Y4型 （後期型設計）           | 1992年   | 35   | 18       | 612            | 房屋署建築師 | 有利建築 （金門建築）         | 英國通用電氣-捷運 | 1    |
| 天耀(一)邨 | 耀富樓（第3座）      | Y3型 （後期型設計）           | 1992年   | 35   | 26       | 884            | 房屋署建築師 | 有利建築 （金門建築）         | 英國通用電氣-捷運 | 1    |
| 天耀(一)邨 | 耀逸樓（第4座）      | Y3型 （後期型設計）           | 1992年   | 35   | 24       | 792            | 房屋署建築師 | 有利建築 （金門建築）         | 英國通用電氣-捷運 | 1    |
| 天耀(一)邨 | 耀興樓（第5座）      | Y4型 （後期型設計）           | 1992年   | 35   | 21       | 714            | 房屋署建築師 | 有利建築 （金門建築）         | 英國通用電氣-捷運 | 1    |
| 天耀(二)邨 | 耀華樓（第6座）      | 和諧二型第二及五款 （第一代） | 1993年   | 36   | 18       | 642            | 房屋署建築師 | 中國建築                      | 日立              | 2    |
| 天耀(二)邨 | 耀豐樓（第7座）      | 和諧二型第一及四款 （第一代） | 1993年   | 36   | 18       | 633            | 房屋署建築師 | 中國建築                      | 日立              | 2    |
| 天耀(二)邨 | 耀澤樓（第8座）      | 和諧二型第一及四款 （第一代） | 1993年   | 36   | 18       | 642            | 房屋署建築師 | 中國建築                      | 日立              | 2    |
| 天耀(二)邨 | 耀泰樓（第9座）      | 和諧二型第一及四款 （第一代） | 1993年   | 36   | 18       | 642            | 房屋署建築師 | 中國建築                      | 日立              | 2    |
| 天耀(二)邨 | 耀隆樓（第10座）     | 和諧二型第二及五款 （第一代） | 1993年   | 36   | 18       | 622            | 房屋署建築師 | 瑞安承建有限公司 （新利地基） | 迅達              | 3B   |
| 天耀(二)邨 | 耀昌樓（第11座）     | 和諧二型第二及五款 （第一代） | 1993年   | 36   | 18       | 642            | 房屋署建築師 | 瑞安承建有限公司 （新利地基） | 迅達              | 3A   |
| 天耀(一)邨 | 耀盛樓（第12座）     | 和諧二型第二及五款 （第一代） | 1993年   | 36   | 18       | 633            | 房屋署建築師 | 瑞安承建有限公司 （新利地基） | 迅達              | 3A   |
| 天祐苑     | 祐康閣（第13座/A座） | 和諧一型第四款 （第一代）     | 1992年   | 38   | 16       | 608            | 房屋署建築師 | 煥利建築                      | 通力              | 4    |
| 天祐苑     | 祐寧閣（第14座/B座） | 和諧一型第四款 （第一代）     | 1992年   | 38   | 16       | 608            | 房屋署建築師 | 煥利建築                      | 通力              | 4    |
| 天祐苑     | 祐泰閣（第15座/C座） | 和諧一型第四款 （第一代）     | 1992年   | 38   | 16       | 608            | 房屋署建築師 | 煥利建築                      | 通力              | 4    |

註：粗體字樓宇設有「劏房」，以安置秀茂坪下邨、慈樂上邨及上水臨時房屋區1-2人住戶。
天耀（一）邨除耀盛樓外所有樓宇由金門建築承建地基，並由有利建築承建，1990年6月動工（亦是最後一批動工的Y型大廈），1991年8月28日封頂，1992年4月完成；另耀盛樓由瑞安建業承建。
天耀（二）邨耀隆及耀昌樓為瑞安承建有限公司興建，1990年7月動工，1992年封頂，1993年1月完成，另外四幢出租公屋大廈則由中國建築承建。
天祐苑由煥利建築承建，於1990年6月動工，1992年11月18日竣工，是香港第一批竣工的和諧一型大廈，較屬於最後一批Y型大廈、早一年半動工的運頭塘邨二期早一個月入伙。
值得一提的是，天耀邨與黃大仙東頭邨，均為秀茂坪邨1-17座重建（今曉麗苑）的主要接收屋邨（另一條為藍田德田邨），以及慈樂邨24-32座重建（今慈愛苑A-F座）的接收屋邨，其次供一些當時來港7年以下、3年以上的內地新移民上樓；當中前者成為了天水圍新市鎮的第一批居民。

### 設施
- 天耀社區中心
- 天耀廣場
  - 天耀街市（已改建為商場部份）

### 區議員辦事處
- 馬淑燕議員辦事處:新界元朗天水圍天耀邨耀華樓地下2-3號
- 司徒駿軒議員辦事處:新界元朗天水圍天耀邨耀隆樓地下A翼2號
- 博愛醫院吳鴻茂紀念家庭多元智能中心
- 香港青年協會賽馬會天耀青年空間 （页面存档备份，存于）
- 扶康會天耀之家 （页面存档备份，存于）
- 基督教香港信義會天水圍青少年綜合服務中心
- 新家園協會賽馬會天水圍服務中心
- 天水圍居民服務協會基金會曾樹和社區服務中心
- 元朗大會堂梁學樵夫人老人中心
- 元朗大會堂天耀就業中心
- 社會福利署南天水圍社會保障辦事處
- 社會福利署天水圍綜合家庭服務中心

### 教育設施
天耀邨內設有不少教育設施。中學有天水圍官立中學及元朗信義中學；小學包括伊利沙伯中學舊生會小學、香港潮陽小學和中華基督教會方潤華小學。當中，中華基督教會方潤華小學曾於2012年9月1日至2015年間停辦，2014年12月始由中華基督教會香港區會申請重開學校。
由於中學校舍工程早於1987年尾升為乙級，其時建築署尚未訂出靈活式校舍的設計藍圖，因此天水圍官立中學及元朗信義中學仍舊採用全連環型校舍，而非獨立靈活式校舍，比新款校舍晚3年竣工，於和諧式大廈的規劃中實屬罕見。
幼稚園則包括：
- 東華三院黃朱惠芬幼稚園 （页面存档备份，存于）（1992年創辦）（耀康樓地下）
- 元朗商會幼稚園 （页面存档备份，存于）（1992年創辦）（耀興樓A及B翼地下）
- 仁愛堂吳黃鳳英幼稚園 （页面存档备份，存于）（1993年創辦）（天耀社區中心5樓）
- 宣道會陳李詠貞紀念幼稚園 （页面存档备份，存于）（1993年創辦）（耀昌樓A及B翼地下）
- 禮賢會元朗幼兒園 （页面存档备份，存于）（1993年創辦）（天耀廣場1樓111室）
- 元朗公立中學校友會劉良驤紀念幼稚園 （页面存档备份，存于）（1993年創辦）（耀澤樓A及B翼地下）

## 圖集

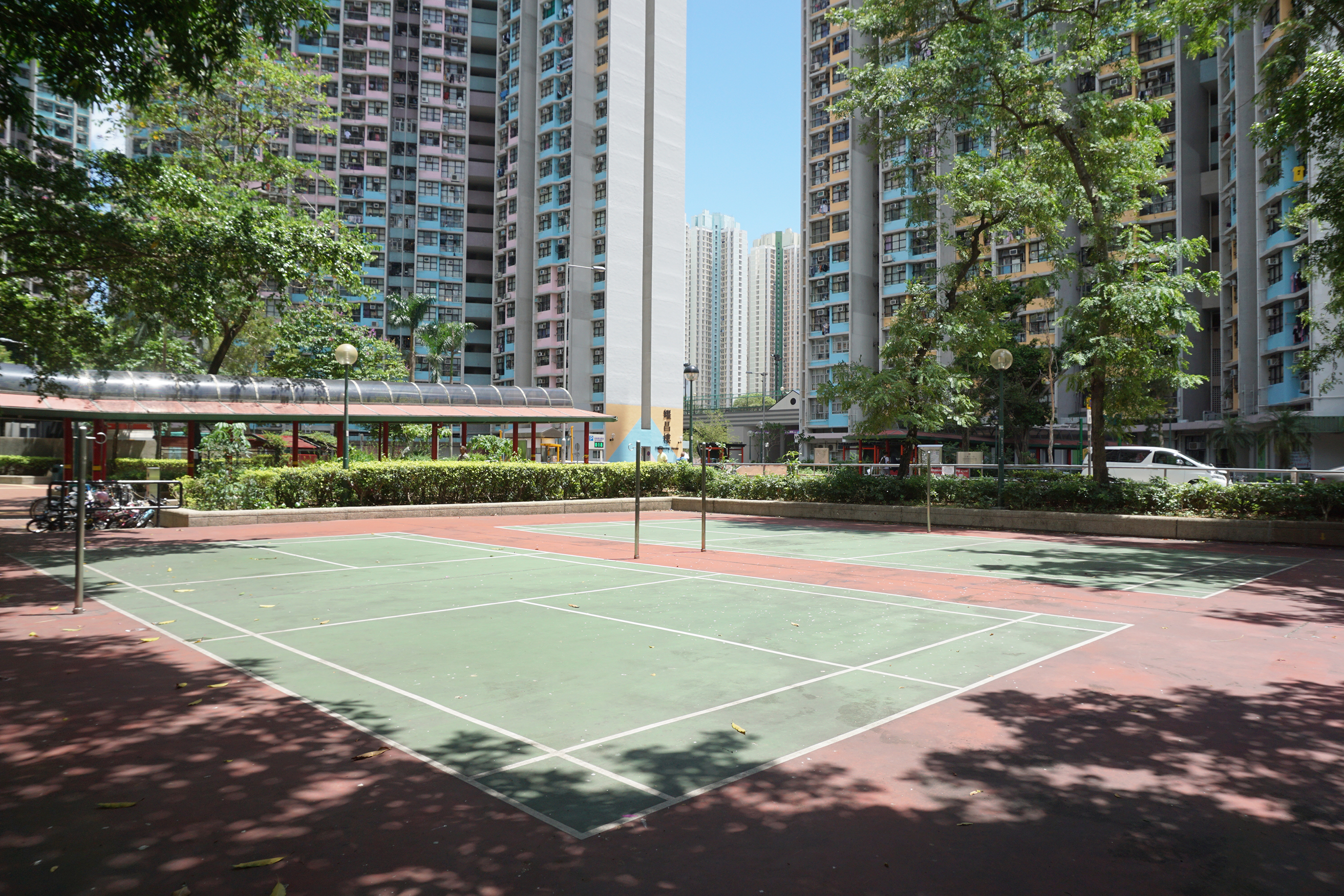
羽毛球場
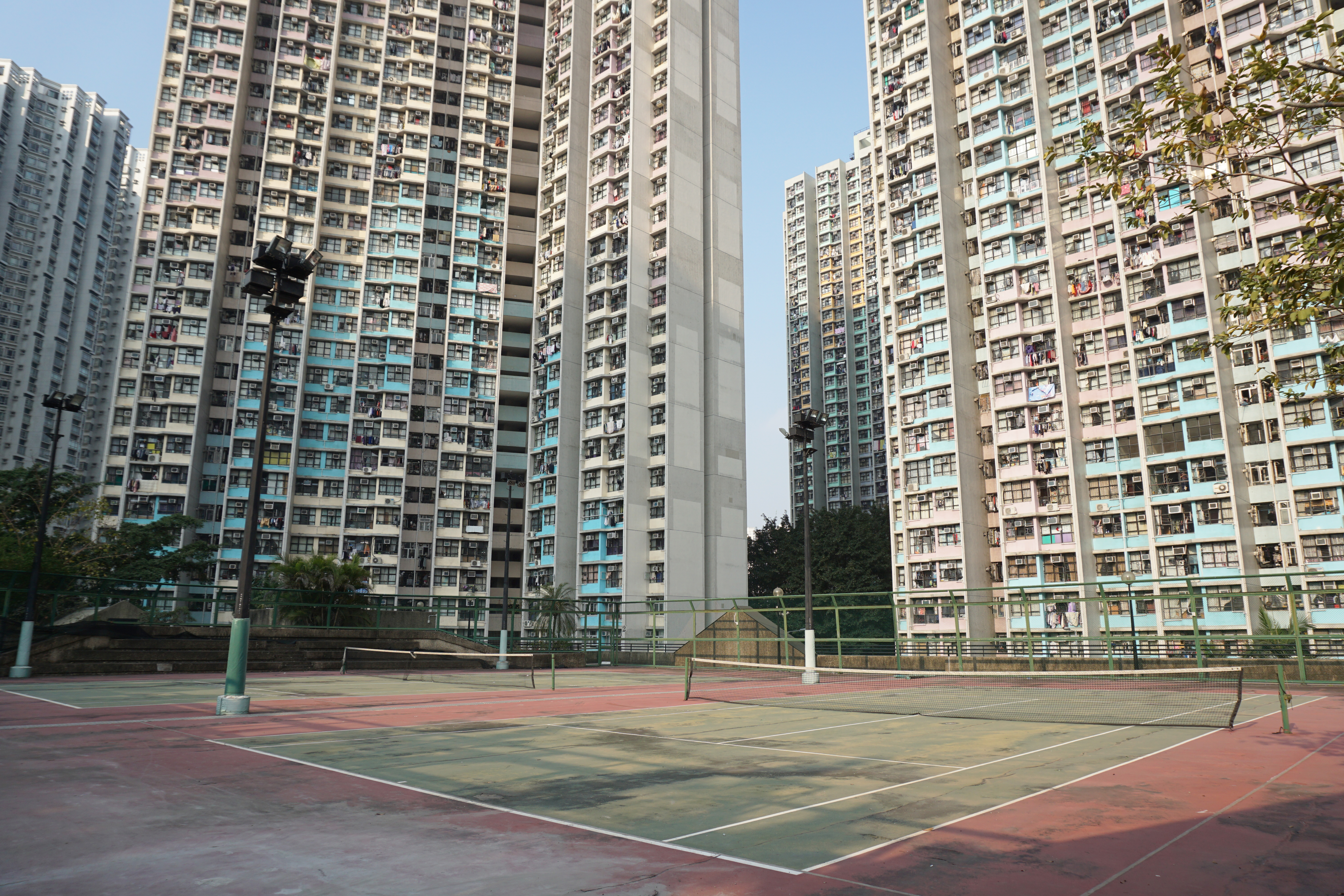
網球場
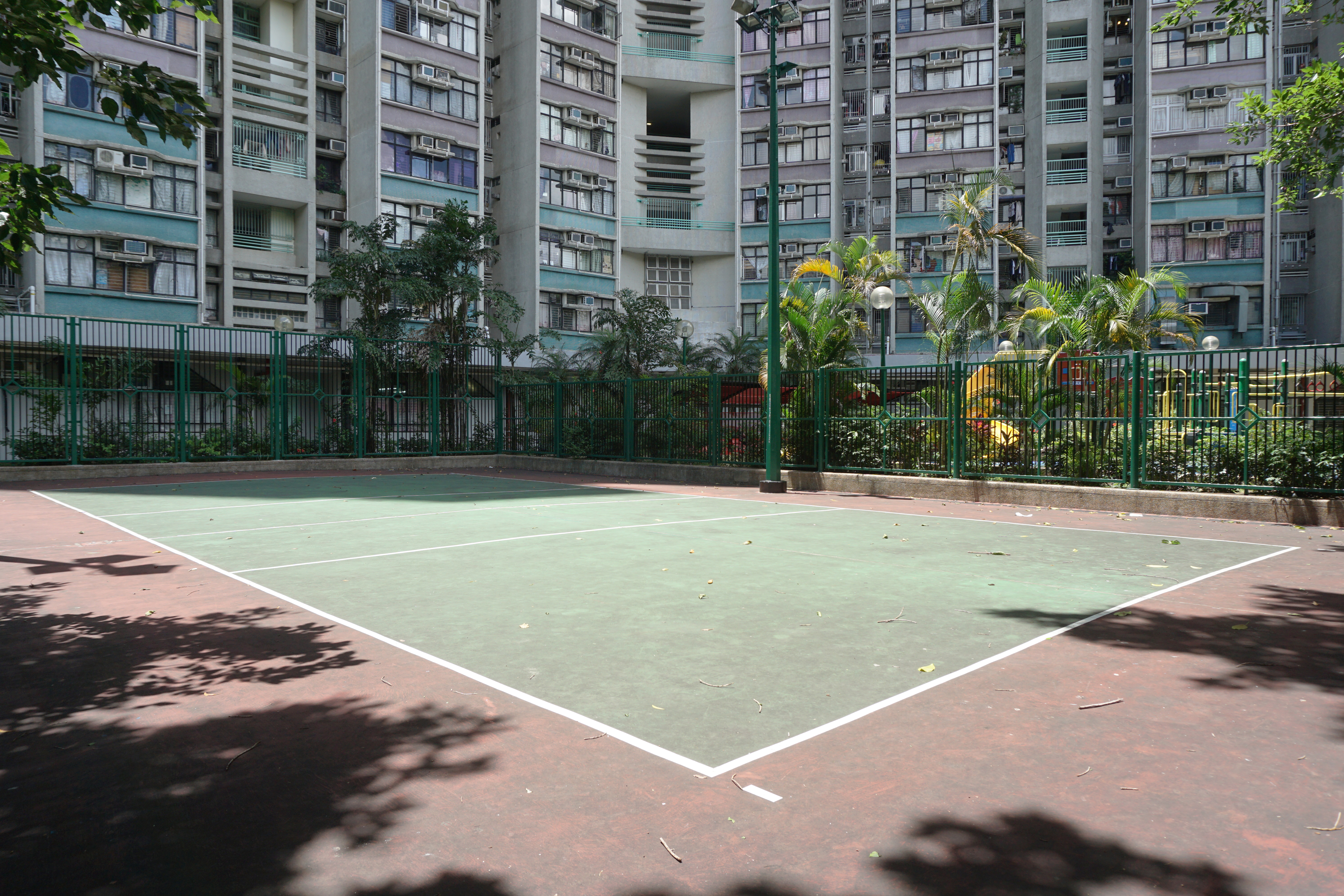
排球場
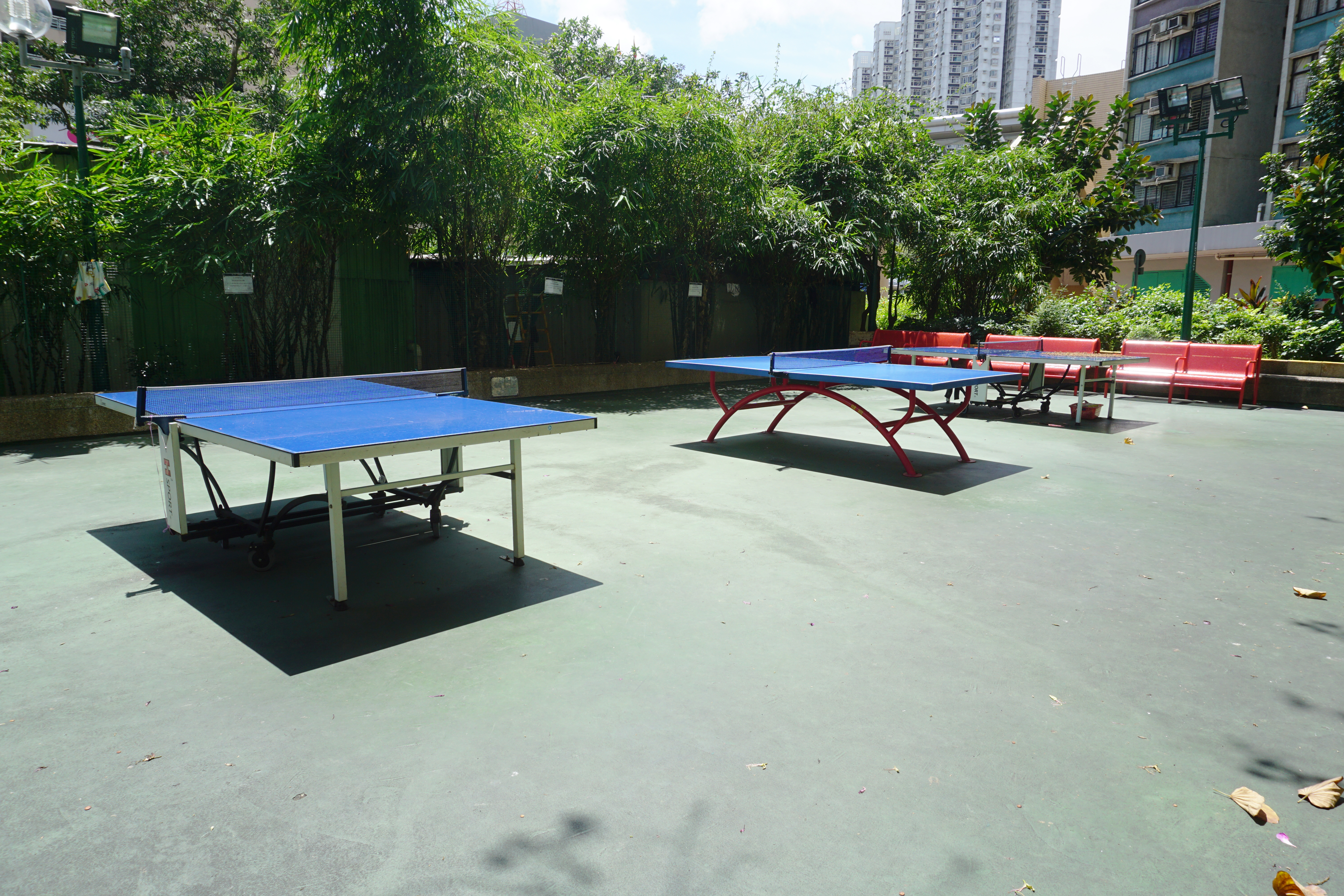
乒乓球桌
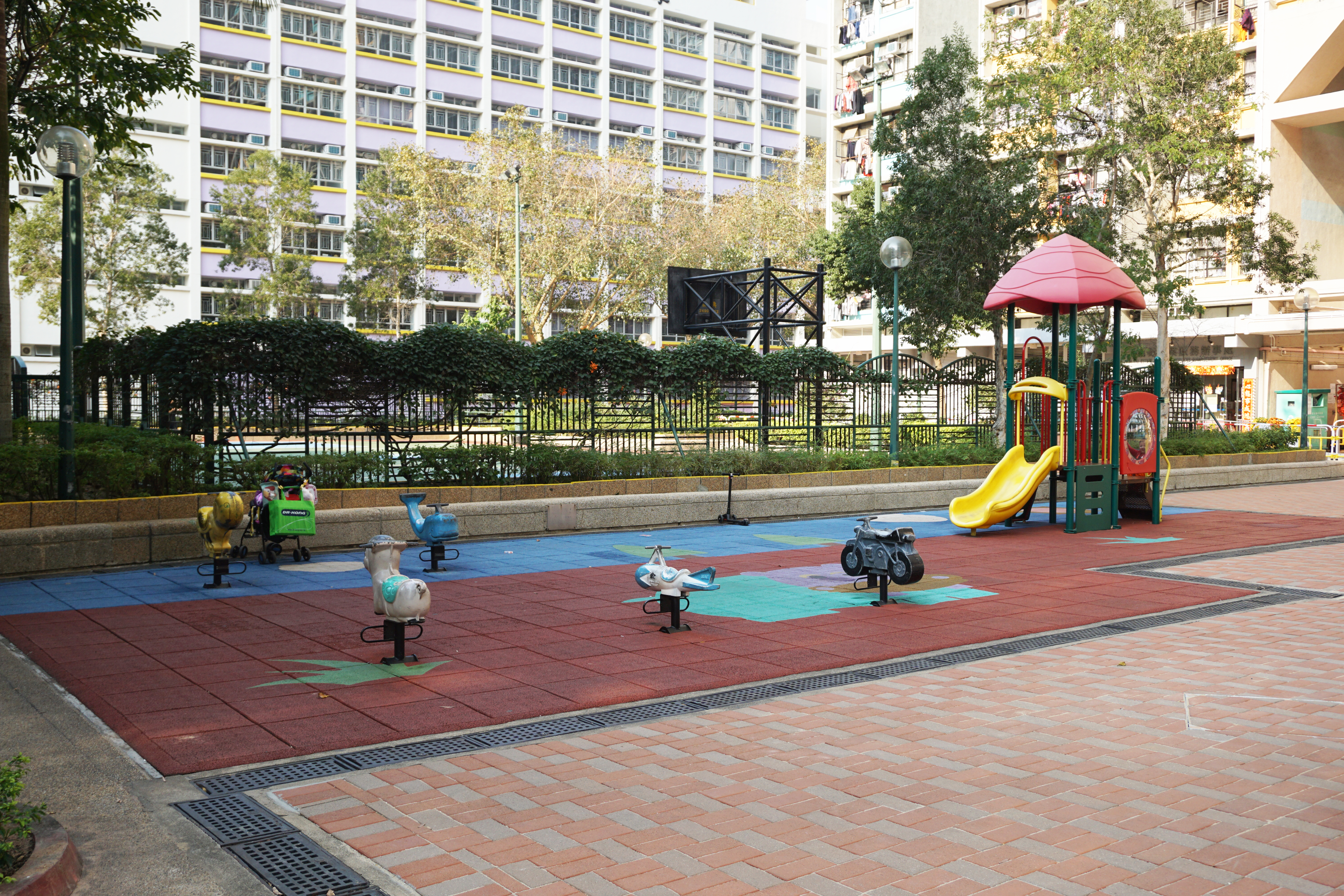
彈簧椅
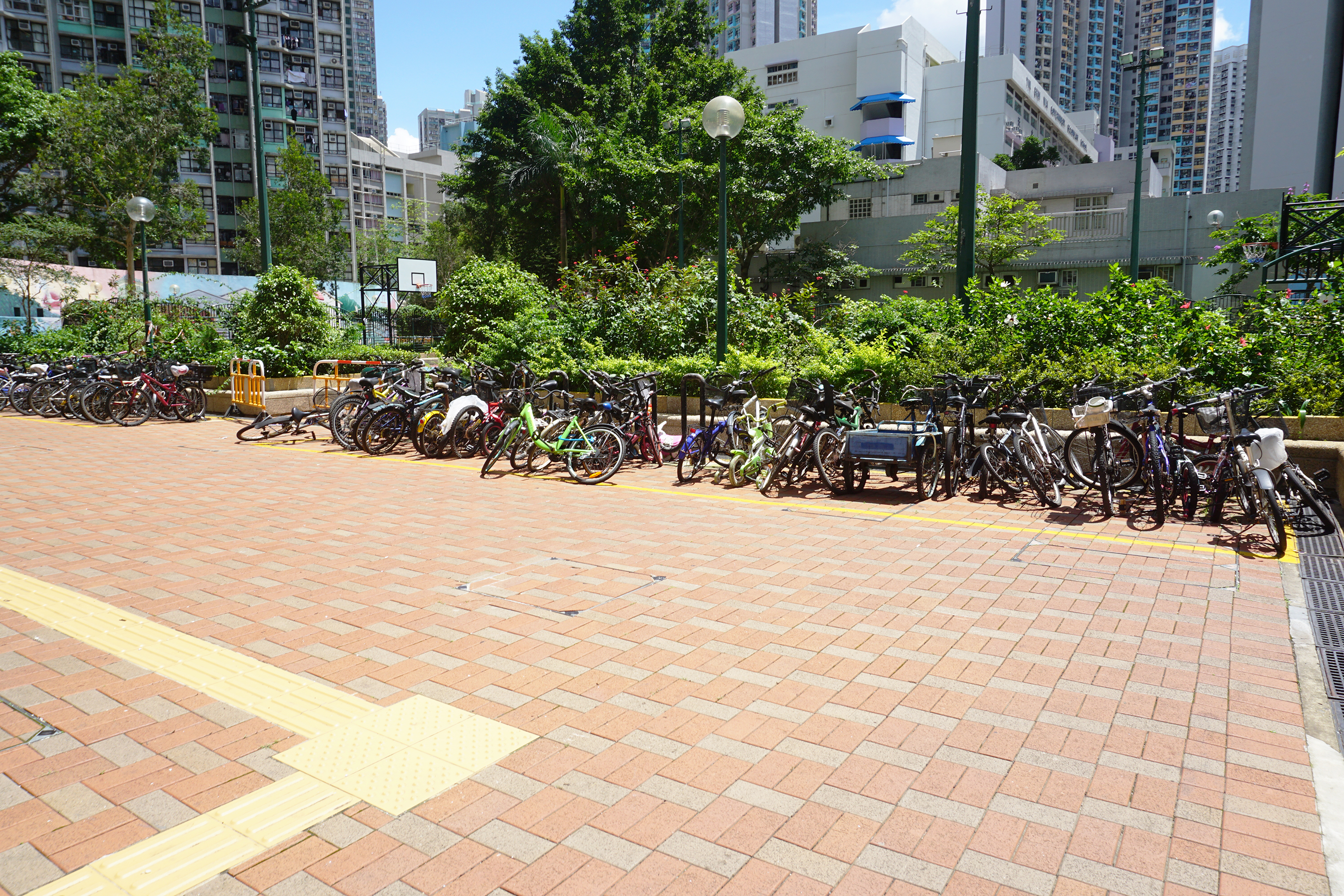
單車停泊處

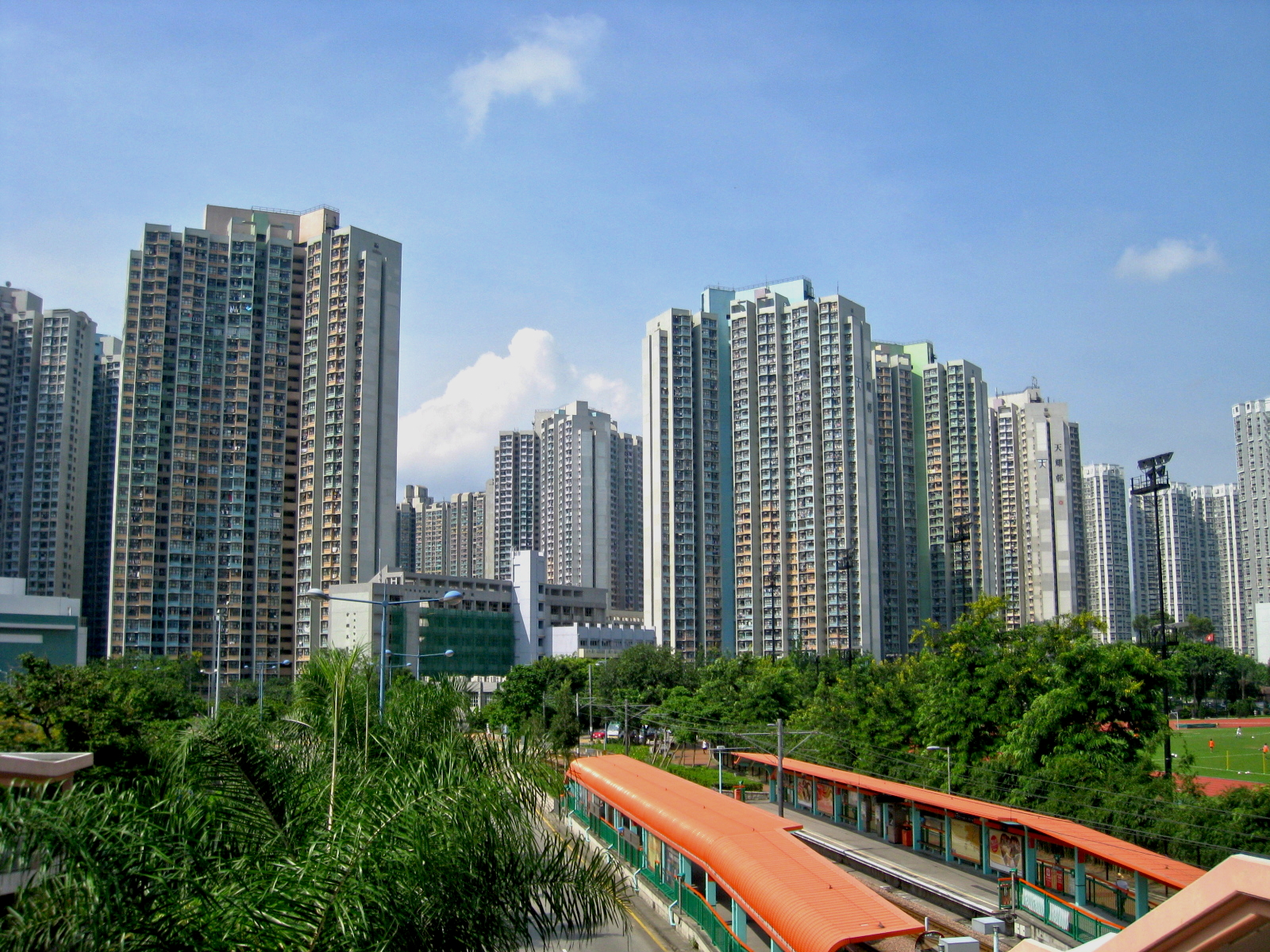
天耀邨近景
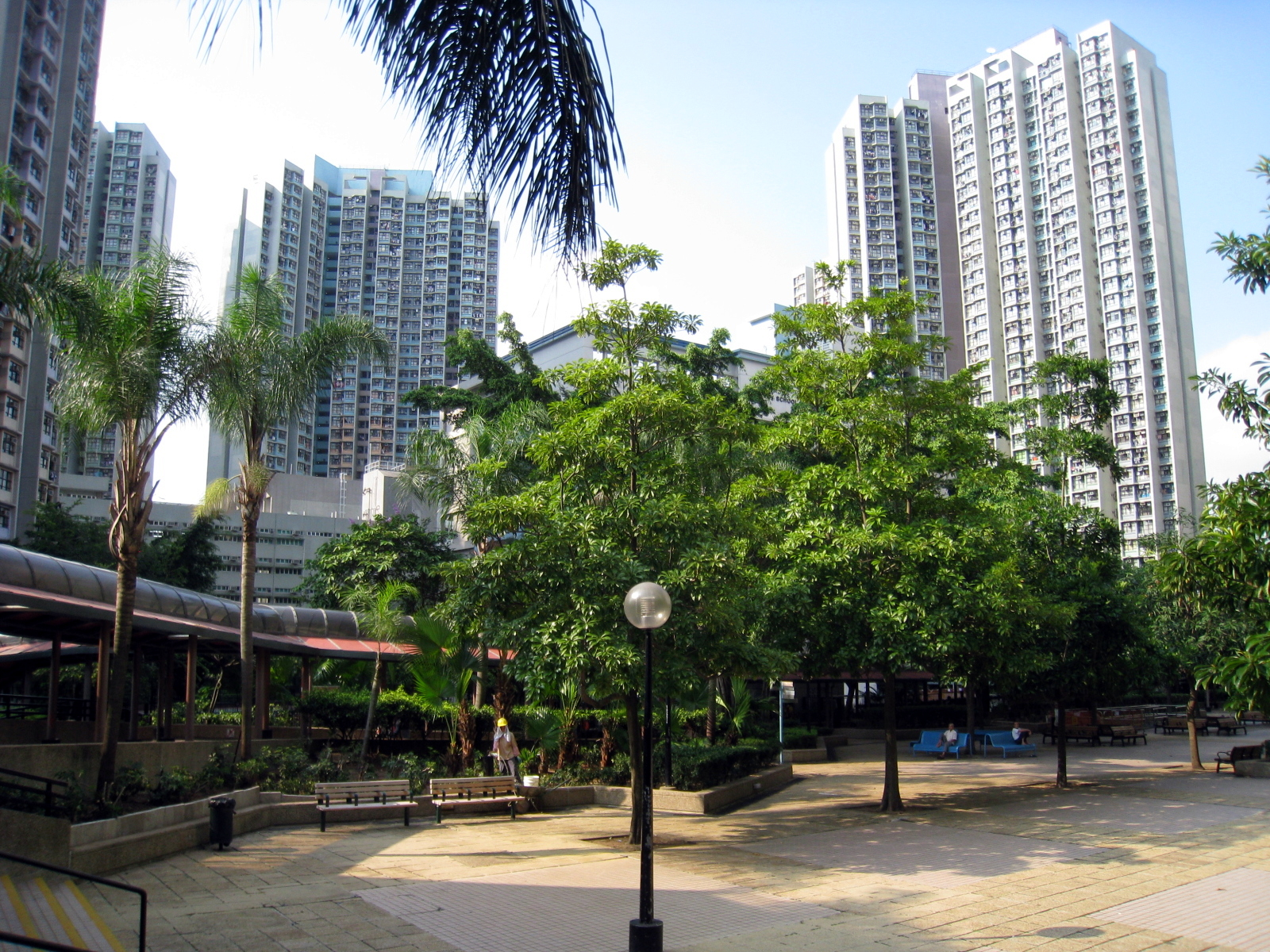
天耀邨花園
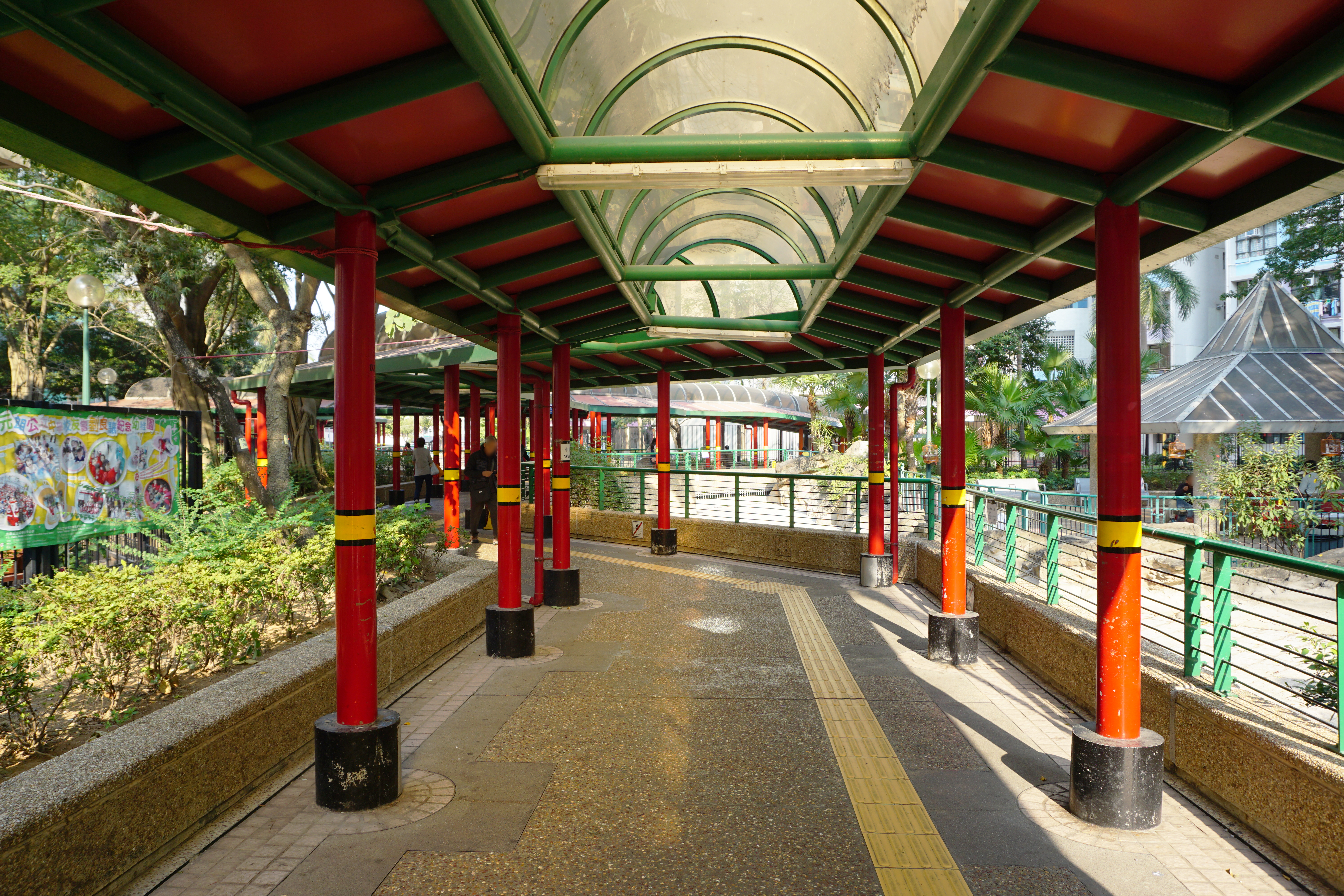
有蓋行人路
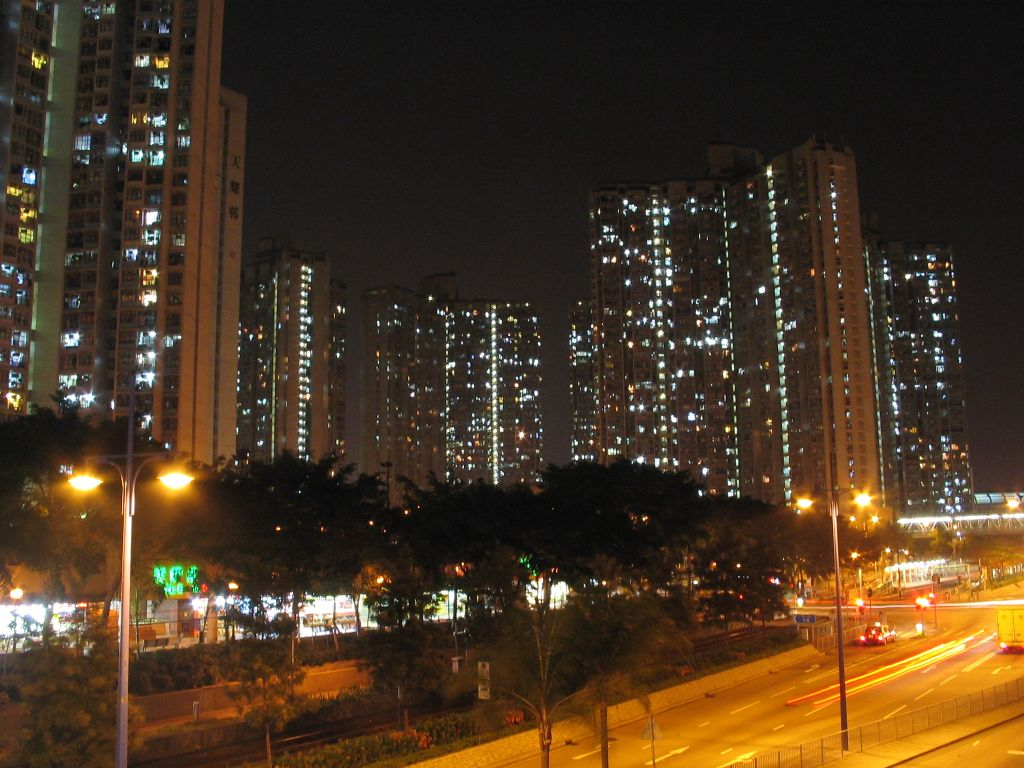
天耀邨夜景
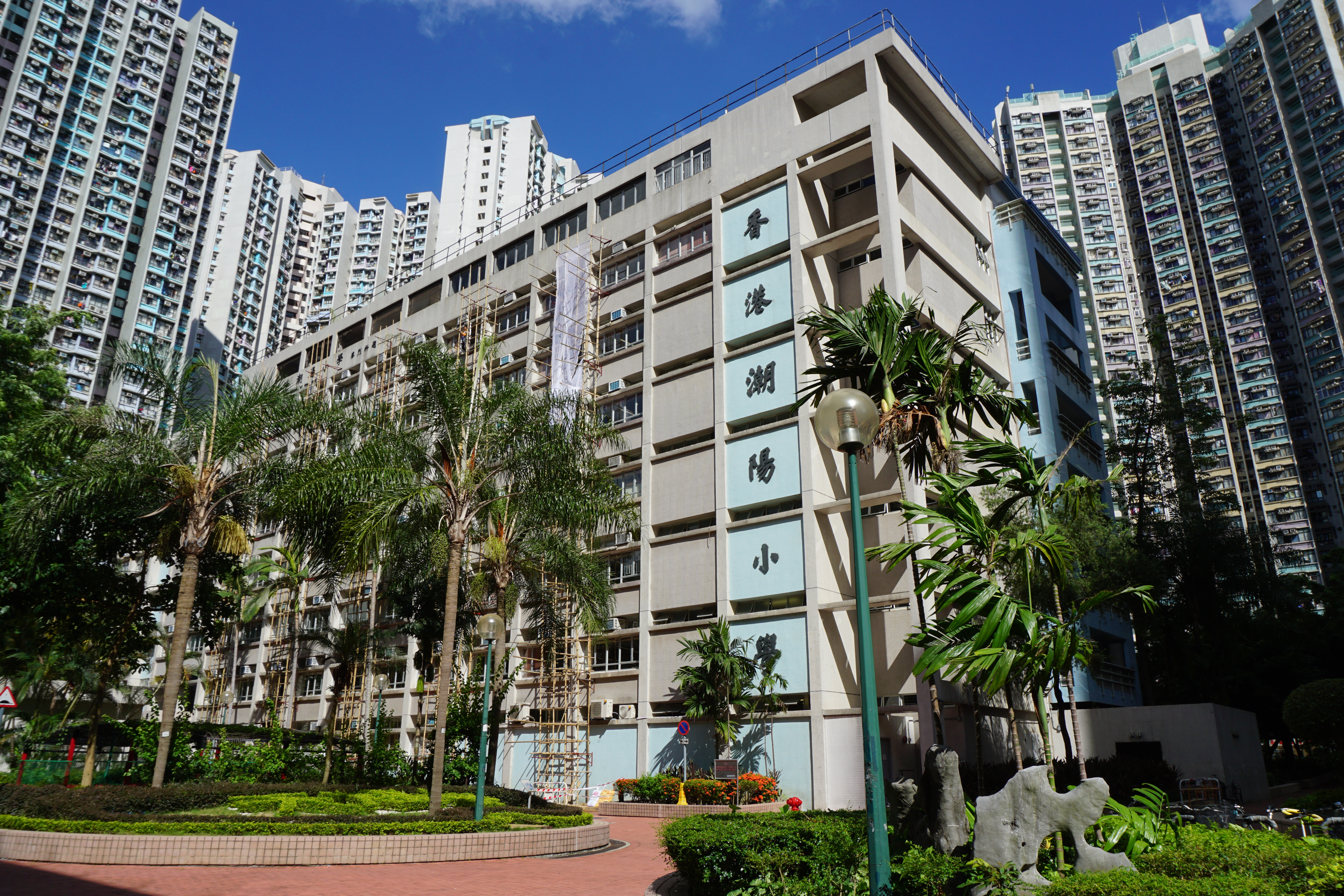
香港潮陽小學
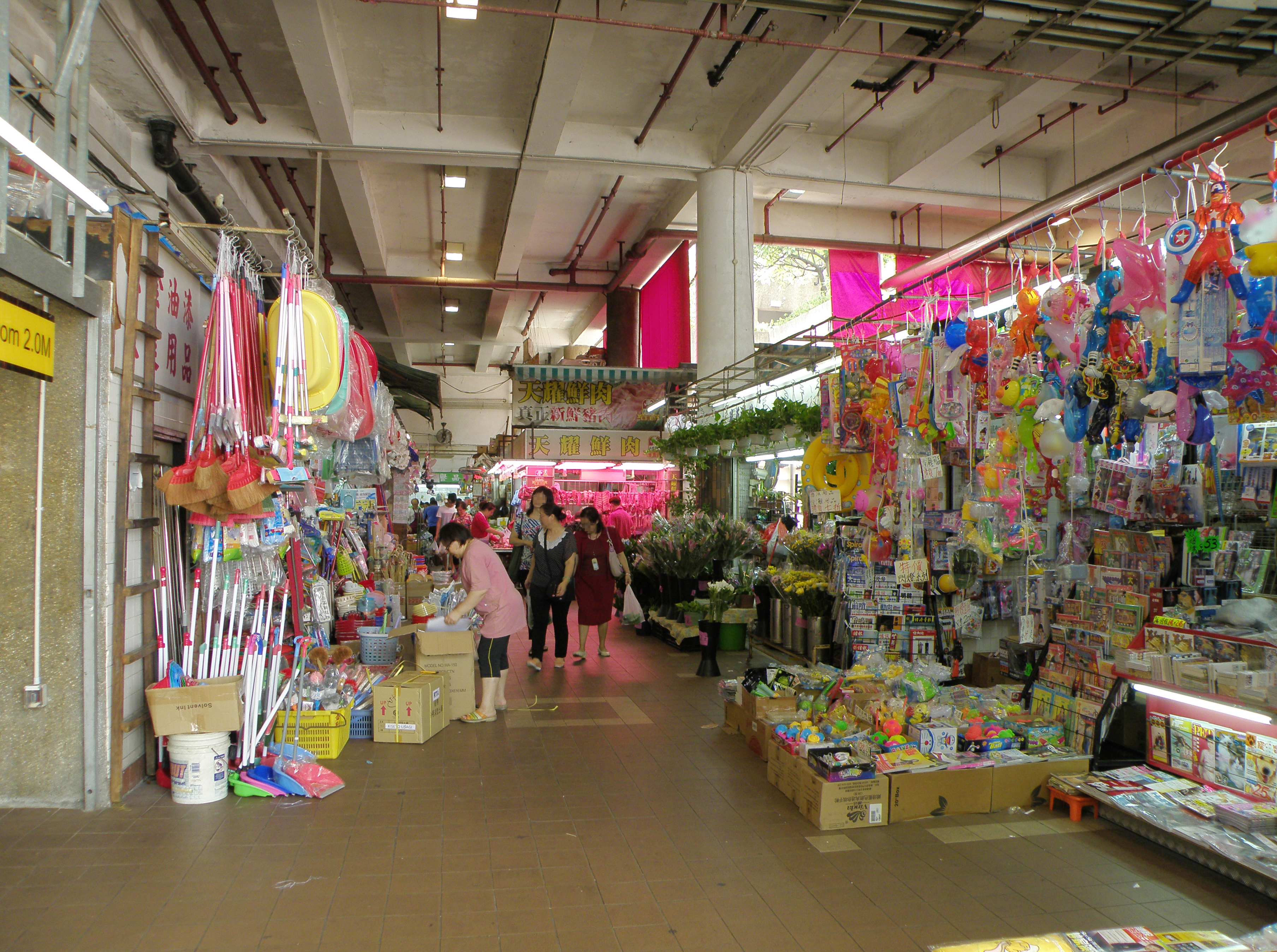
2016年停用前的天耀街市。居民批評領展漠視居民需要，要求領展擱置計劃，保留天耀街市方便居民購物，最終街市在2月29日正式關閉

## 軼事
- 1989年5月25日，天耀邨一期舉行動土儀式，由金門建築及房委會代表共同主禮[10]。
- 1991年3月20日，房委會建築小組委員會參觀天耀邨三期地盤，並聽取瑞安建業代表解釋其首度採用的預製外牆技術[11]。
- 1991年8月28日，天耀邨一期封頂，成為天水圍新市鎮第一批完成土木工程的建築物，平頂儀式由房屋署署長馮通及有利集團主席黃業強主持[12]。

## 區議會議席分布
| 範圍／年度   | 範圍／年度                     | 2000-2003 | 2004-2007 | 2008-2011 | 2012-2015 | 2016-2019 | 2020-2023 | 2024-2027      |
| ------------ | ------------------------------ | --------- | --------- | --------- | --------- | --------- | --------- | -------------- |
| 天耀（一）邨 | 耀盛樓                         | 天耀選區  | 天耀選區  | 天耀選區  | 天耀選區  | 耀祐選區  | 耀祐選區  | 天水圍南及屏廈 |
| 天耀（一）邨 | 耀民樓、耀康樓、耀富樓及耀逸樓 | 耀祐選區  | 天耀選區  | 天耀選區  | 天耀選區  | 天耀選區  | 天耀選區  | 天水圍南及屏廈 |
| 天耀（一）邨 | 耀興樓                         | 天耀選區  | 天耀選區  | 天耀選區  | 天耀選區  | 天耀選區  | 天耀選區  | 天水圍南及屏廈 |
| 天耀（二）邨 | 耀隆樓                         | 天耀選區  | 天耀選區  | 天耀選區  | 天耀選區  | 天耀選區  | 天耀選區  | 天水圍南及屏廈 |
| 天耀（二）邨 | 耀泰樓及耀昌樓                 | 天耀選區  | 天耀選區  | 天耀選區  | 天耀選區  | 耀祐選區  | 耀祐選區  | 天水圍南及屏廈 |
| 天耀（二）邨 | 耀華樓、耀豐樓及耀澤樓         | 天耀選區  | 慈祐選區  | 慈祐選區  | 慈祐選區  | 耀祐選區  | 耀祐選區  | 天水圍南及屏廈 |
| 天祐苑       | 祐泰閣                         | 耀祐選區  | 慈祐選區  | 慈祐選區  | 慈祐選區  | 耀祐選區  | 耀祐選區  | 天水圍南及屏廈 |
| 天祐苑       | 祐康閣及祐寧閣                 | 耀祐選區  | 慈祐選區  | 慈祐選區  | 慈祐選區  | 慈祐選區  | 慈祐選區  | 天水圍南及屏廈 |

## 事件
- 1991年12月12日，一名暫居於耀富樓14樓單位的30歲陳姓油漆工人，被尾隨進入地盤的劫匪毆至重傷及劫去錢包，並被丟於另一單位的浴缸，送院後不治。[13]
- 2007年10月14日凌晨四時，耀豐樓一名有精神病紀錄的女子麥福娣（36歲）因丈夫患上鼻咽癌而感到壓力大及不開心，逐先將女兒陳寶兒（12歲）和兒子陳東文（9歲）用尼龍繩及棉被包裹，從24樓單位擲下樓後，再跳樓自殺，三人均證實當場死亡。[14]天耀邨居民其後舉行燭光晚會，悼念三名死者，事件令社會再次關注天水圍社區及香港社會福利問題。
- 2014年9月3日早晨10時許，耀逸樓24樓單位閉門失火，火勢波及樓上及樓下單位，消防出動兩條喉及三隊煙帽隊灌救，經2小時灌救後將火救熄，逾300街坊一度疏散暫避。火警中3個單位嚴重焚毀，上下3個樓層走廊及大廈外牆亦嚴重熏黑。而24樓首先起火的單位內更加是滿目瘡痍，全屋物品包括傢具以及房間間隔燒成黑炭，大門亦燒剩半截，惟放於近門位置神樓上的一尊笑佛，則完好無缺，仍然潔白亮麗。[15]
- 2015年7月26日，耀民樓32樓一單位揭發雙屍命案，84歲姓招老翁及其61歲女婿倒斃屋內，屍體發脹發臭疑死去多天，但估計死亡時間相差一至兩天。消息指出，招伯為肇事的天耀邨耀民樓單位戶主，不良於行及患有多種老人病，平日需坐輪椅及掛尿袋，沒有自理能力。警方調查後相信，從牀上墮地並非致命原因，不排除是病發失救猝死，懷疑招伯欲施以拯救時，亦不慎跌在地上，因無法報警及呼救無援，其後活活餓死。[16]
- 2019年12月10日，耀興樓一單位懷疑發生氣體洩漏，一名男子當場死亡，另外一名女子不適，清醒由救護車送院。[17]

## 外部連結
- 房委會天耀(一)邨資料（页面存档备份，存于）
- 房委會天耀(二)邨資料（页面存档备份，存于）
- 房委會天祐苑資料（页面存档备份，存于）